# Hagaborgs mekaniska verkstad
Hagaborgs mekaniska verkstad var en mekanisk verkstad i Blackstad i nuvarande Vimmerby kommun. Verkstaden grundades av Hugo Peterson som en sidoverksamhet till den lanthandel i Hagaborg nära Blackstad, som han var föreståndare för. Han anställde Josef Mårtensson som verkmästare. Verkstaden började tillverka tändkulemotorer i liten skala omkring 1905.
Omkring 1907 flyttade Hugo Peterson och hans verksamhet till Osby för att få tillgång till järnvägstransporter. Han köpte i Osby en speceriaffär med tillhörande verkstad. Den där återupptagna motortillverkningen drevs under namnet Motorfabriken Göta.